# Elecciones generales de España de 2000
El domingo 12 de marzo de 2000 se celebraron elecciones generales en España. En estos comicios, el Partido Popular conseguía la mayoría absoluta en el Congreso de los Diputados, gracias a su incremento de votos y el descenso del PSOE y de Izquierda Unida.
Después de estas elecciones comenzó la VII Legislatura de España. José María Aznar revalida su cargo como presidente del Gobierno. Joaquín Almunia, el candidato socialista, dimitió tras la derrota electoral como secretario general del PSOE; sin embargo, su carrera política continuó.
Respecto a 1996 el PP ganó al PSOE las provincias de Ciudad Real, Cáceres, Badajoz, Córdoba, Almería, Málaga, Cádiz y Santa Cruz de Tenerife.
Debido al deseo del presidente del Gobierno, José María Aznar, de que el nuevo Gobierno tomase posesión antes de las festividades de Semana Santa, las elecciones fueron anticipadas tres semanas, ya que debían haberse celebrado el 2 de abril.

## Campaña y sondeos
Con el eslogan "Vamos a más", el Partido Popular presentó un programa continuista respecto a la anterior legislatura, que fue la de mayor reducción del desempleo de la democracia. Aznar prometió convertir los avances económicos de España —en los que se incluye la entrada del país en la moneda única— en más inversión en educación, infraestructuras, nuevas tecnologías, cultura y medio ambiente.
Desde la oposición, el PSOE criticó que el crecimiento económico de España no estaba revirtiendo en la mejora de los servicios públicos: mientras los beneficios empresariales —entre ellos, de las empresas privatizadas por Aznar en su primera legislatura— se disparaban, España era el país de la Unión Europea que menos invertía en gasto social, y sólo se habían bajado los impuestos a las rentas más altas.
En la tercera fuerza, Izquierda Unida, el nuevo candidato Francisco Frutos dejó las campañas de hostilidad con el PSOE que protagonizó el anterior líder Julio Anguita e inició una política de acercamiento, que culminó un mes antes de las elecciones con un acuerdo con los socialistas para compartir listas al Senado en 27 provincias y apoyar a Almunia en la investidura.
El triunfo por mayoría absoluta del Partido Popular fue percibido por los medios como una sorpresa, puesto que las encuestas pronosticaban un resultado para el PP mejor que el de 1996, pero sin llegar a alcanzar a la suma de PSOE e IU. Tras el escrutinio, el centro-derecha superó por primera vez la suma de las fuerzas de izquierda desde la restauración de la democracia en España y se hizo con 183 escaños.
Los resultados supusieron la derrota más dura para el PSOE en veinte años, con sólo 125 parlamentarios. Para IU el correctivo fue aún más duro: perdieron la mitad de sus votos y dos tercios de sus diputados y empezaron una crisis de resultados que duró más de una década, sin volver a crecer en votos y superar los 10 escaños hasta 2011.

### Lemas electorales
- Partido Popular: Vamos a más.
- Partido Socialista Obrero Español: Lo próximo.
- Izquierda Unida: Somos necesari@s.
- Convergencia i Unió: La força positiva (La fuerza positiva).

## Resultados

### Congreso de los Diputados
- Electorado: 33.969.640 
  - 33.038.714 residentes en España
  - 930.926 residentes en el extranjero
- Votantes: 26.155.436 (68,71%) 
  - 23.339.490 (70,00%) residentes en España
  - 213.723 (22,96%) residentes en el extranjero
- Abstención: 10.630.150 (31,29%)
- Votos válidos: 23.181.290 (99,32%)
- Votos nulos: 158.200 (0,68%)
- Votos a candidaturas: 22.814.467 (98,42%)
- Votos en blanco: 366.823 (1,58%)

| ← Elecciones generales de España, 12 de marzo del 2000 →               |                                   |            |       |         |     |
| Partido                                                                | Cabeza de lista                   | Votos      | %     | Escaños | +/- |
| Partido Popular (PP) a                                                 | José María Aznar                  | 10.321.178 | 44,52 | 183 b   | +27 |
| Partido Socialista Obrero Español-Progresistas (PSOE-PROGR.) c         | Joaquín Almunia                   | 7.918.752  | 34,16 | 125 d   | -16 |
| Izquierda Unida (IU) e                                                 | Francisco Frutos                  | 1.263.043  | 5,45  | 8 f     | -13 |
| Convergència i Unió (CiU)                                              | Xavier Trias                      | 970.421    | 4,19  | 15 g    | -1  |
| Partido Nacionalista Vasco (EAJ-PNV)                                   | Iñaki Anasagasti                  | 353.953    | 1,53  | 7       | +2  |
| Bloque Nacionalista Galego (BNG)                                       | Francisco Rodríguez Sánchez       | 306.268    | 1,32  | 3       | +1  |
| Coalición Canaria (CC)                                                 | Paulino Rivero                    | 248.261    | 1,07  | 4 h     | =   |
| Partido Andalucista (PA)                                               | José Núñez Castain                | 206.255    | 0,89  | 1       | +1  |
| Esquerra Republicana de Catalunya (ERC)                                | Joan Puigcercós                   | 194.715    | 0,84  | 1       | =   |
| Iniciativa per Catalunya-Verds (ICV)                                   | Joan Saura                        | 119.290    | 0,51  | 1       | +1  |
| Eusko Alkartasuna (EA)                                                 | Begoña Lasagabaster               | 100.742    | 0,43  | 1       | =   |
| Chunta Aragonesista (CHA)                                              | José Antonio Labordeta            | 75.356     | 0,33  | 1       | +1  |
| Grupo Independiente Liberal (GIL)                                      | Jesús Gil                         | 72.162     | 0,31  | -       | =   |
| Los Verdes (VERDES)                                                    | Vicenta Rico                      | 70.906     | 0,31  | -       | =   |
| Bloc Nacionalista Valencià-Els Verds-Valencians pel Canvi (BLOC-VERDS) | Joan Francesc Mira                | 58.551     | 0,25  | -       | =   |
| Unió Valenciana (UV)                                                   | José María Chiquillo              | 57.830     | 0,25  | 0       | -1  |
| Unión del Pueblo Leonés (UPL)                                          | José María Rodríguez de Francisco | 41.690     | 0,18  | -       | =   |
| Partido Aragonés Regionalista (PAR)                                    | Antonio Serrano Vinué             | 38.883     | 0,17  | -       | =   |
| Unión Centrista-Centro Democrático y Social (UC-CDS)                   | Mario Conde                       | 23.576     | 0,1   | -       | =   |
| PSM - Entesa Nacionalista (PSM-EN)                                     | Maria Antònia Vadell              | 23.482     | 0,1   | -       | =   |
| Los Verdes Ecopacifistas (LVE)                                         |                                   | 22.220     | 0,1   | -       | =   |
| Los Verdes de la Comunidad de Madrid (LV-CM)                           |                                   | 21.087     | 0,09  | -       | =   |
| Los Verdes-Grupo Verde - SOS Naturaleza (LV-GV)                        |                                   | 20.618     | 0,09  | -       | =   |
| Partido Humanista (PH)                                                 |                                   | 19.683     | 0,08  | -       | =   |
| Tierra Comunera-Partido Nacionalista Castellano (TC-PNC)               |                                   | 18.290     | 0,08  | -       | =   |
| Partido de la Ley Natural (PNL)                                        |                                   | 17.372     | 0,07  | -       | =   |
| La Falange (FE)                                                        |                                   | 14.431     | 0,06  | -       | =   |
| Unión Renovadora Asturiana (URAS)                                      |                                   | 13.360     | 0,06  | -       | =   |
| Partido Comunista de los Pueblos de España (PCPE)                      |                                   | 12.898     | 0,06  | -       | =   |
| Partido Obrero Socialista Internacionalista (POSI)                     |                                   | 12.208     | 0,05  | -       | =   |
| Els Verds - Alternativa Verda (EV-AV)                                  |                                   | 11.579     | 0,05  | -       | =   |
| Partido de Independientes de Lanzarote (PIL)                           | Dimas Martín                      | 10.323     | 0,04  | -       | =   |
| Plataforma España 2000 (ES2000)                                        |                                   | 9.562      | 0,04  | -       | =   |
| Partido Demócrata Español (PADE)                                       |                                   | 9.136      | 0,04  | -       | =   |
| Convergencia de Demócratas de Navarra (CDN)                            |                                   | 8.646      | 0,04  | -       | =   |
| Unió Mallorquina-Independientes de Menorca (UM-INME)                   |                                   | 8.372      | 0,04  | -       | =   |
| Izquierda Andaluza (IA)                                                |                                   | 8.175      | 0,04  | -       | =   |
| Falange Española Independiente-Falange 2000 (FEI-FE2000)               |                                   | 6.621      | 0,03  | -       | =   |
| Bloque Localista de Melilla (BLM (GIL-CpM))                            |                                   | 6.514      | 0,03  | -       | =   |
| Partido Riojano (PR)                                                   |                                   | 6.155      | 0,03  | -       | =   |
| Partíu Asturianista (PAS)                                              |                                   | 5.876      | 0,03  | -       | =   |
| Unidad Regionalista de Castilla y León (URCL)                          |                                   | 5.683      | 0,02  | -       | =   |
| Extremadura Unida (EU)                                                 |                                   | 4.771      | 0,02  | -       | =   |
| Partido de los Autónomos y Profesionales (AUTONOMOS)                   |                                   | 4.218      | 0,02  | -       | =   |
| Candidatura Independiente - Partido de Castilla y León (PCL)           |                                   | 4.184      | 0,02  | -       | =   |
| Estat Català (EC)                                                      |                                   | 3.356      | 0,01  | -       | =   |
| Nación Andaluza (NA)                                                   |                                   | 3.262      | 0,01  | -       | =   |
| Acción Republicana (AR)                                                |                                   | 2.858      | 0,01  | -       | =   |
| Partido del Karma Democrático (PKD)                                    |                                   | 2.759      | 0,01  | -       | =   |
| Asamblea de Andalucía (A)                                              |                                   | 2.727      | 0,01  | -       | =   |
| Partido de Autónomos, Pensionistas e Independientes (EL-PAPI)          |                                   | 2.713      | 0,01  | -       | =   |
| Coalición Extremeña (PREX-CREX)                                        |                                   | 2.371      | 0,01  | -       | =   |
| Coalición Galega (CG)                                                  |                                   | 2.361      | 0,01  | -       | =   |
| Unión del Pueblo Zamorano (UPZ)                                        |                                   | 2.347      | 0,01  | -       | =   |
| Frente Popular Galega (FPG)                                            |                                   | 2.252      | 0,01  | -       | =   |
| Partido Carlista (PC)                                                  |                                   | 2.131      | 0,01  | -       | =   |
| Salamanca, Zamora, León PREPAL (PREPAL)                                |                                   | 2.118      | 0,01  | -       | =   |
| Conceju Nacionaliegu Cántabru (CNC)                                    |                                   | 2.103      | 0,01  | -       | =   |
| Andecha Astur (AA)                                                     |                                   | 2.036      | 0,01  | -       | =   |
| Partido Español de Autónomos (PEDA)                                    |                                   | 1.904      | 0,01  | -       | =   |
| Lucha Internacionalista (LI (LIT-CI))                                  |                                   | 1.716      | 0,01  | -       | =   |
| Izquierda Republicana-Partit Republicà d'Esquerra (IR-PRE)             |                                   | 1.541      | 0,01  | -       | =   |
| Partido de los Autónomos Españoles Pensionistas (PAE)                  |                                   | 1.462      | 0,01  | -       | =   |
| Unión Salmantina Independiente (USI)                                   |                                   | 1.416      | 0,01  | -       | =   |
| Socialistas Independientes de Extremadura (SIEX)                       |                                   | 1.412      | 0,01  | -       | =   |
| Partido Regional Independiente Madrileño (PRIM)                        |                                   | 1.363      | 0,01  | -       | =   |
| Partido Nacionalista Caló (PNCA)                                       |                                   | 1.331      | 0,01  | -       | =   |
| Partido de El Bierzo (PB)                                              |                                   | 1.191      | 0,01  | -       | =   |
| Bloque de la Izquierda Asturiana (BIA)                                 |                                   | 1.085      | 0,0   | -       | =   |
| Iniciativa Aragonesa (IA)                                              |                                   | 1.057      | 0,0   | -       | =   |
| Unidad Progresistas de Canarias (UP-CAN)                               |                                   | 980        | 0,0   | -       | =   |
| Esquerra Nacionalista Valenciana (ENV)                                 |                                   | 920        | 0,0   | -       | =   |
| Unión Regionalista Almeriense (URAL)                                   |                                   | 838        | 0,0   | -       | =   |
| Partido Socialista del Pueblo de Ceuta (PSPC)                          |                                   | 788        | 0,0   | -       | =   |
| Estado Nacional Europeo (N)                                            |                                   | 710        | 0,0   | -       | =   |
| Coalición Social Demócrata y Liberal (CDS-L)                           |                                   | 650        | 0,0   | -       | =   |
| Convergencia Ciudadana del Sureste (CCS)                               |                                   | 645        | 0,0   | -       | =   |
| Progresistas Federales (PF)                                            |                                   | 609        | 0,0   | -       | =   |
| Nueva Región (NR)                                                      |                                   | 598        | 0,0   | -       | =   |
| Partido Positivista Cristiano (PPCR)                                   |                                   | 546        | 0,0   | -       | =   |
| Unión del Pueblo Balear (UPB)                                          |                                   | 524        | 0,0   | -       | =   |
| Voz del Pueblo Andaluz (VDPA)                                          |                                   | 493        | 0,0   | -       | =   |
| Iniciativa Independiente (II)                                          |                                   | 425        | 0,0   | -       | =   |
| Partido Regionalista de Guadalajara (PRGU)                             |                                   | 400        | 0,0   | -       | =   |
| Unión Ibérica (UNIB)                                                   |                                   | 388        | 0,0   | -       | =   |
| Fuerza Nueva (FN)                                                      |                                   | 343        | 0,0   | -       | =   |
| Agrupación Liberal Autonomista y Social (ALAS)                         |                                   | 339        | 0,0   | -       | =   |
| Partido Renovador de las Islas Baleares (PRIB)                         |                                   | 334        | 0,0   | -       | =   |
| Tagoror-Pensionistas de Canarias (TPC)                                 |                                   | 319        | 0,0   | -       | =   |
| Unión Nacional (UN)                                                    |                                   | 314        | 0,0   | -       | =   |
| CIVES (CIVES)                                                          |                                   | 206        | 0,0   | -       | =   |
| Movimiento al Socialismo Humanista (MASH)                              |                                   | 121        | 0,0   | -       | =   |
| Partido Democrático del Pueblo (PDEP)                                  |                                   | 85         | 0,0   | -       | =   |
| Aprome Nacionalista (AN)                                               |                                   | 60         | 0,0   | -       | =   |
| Herri Batasuna (HB)                                                    |                                   | 0          | 0,0   | 0       | -2  |

a Incluye al Partido Aragonés Regionalista (PAR) y a Unión del Pueblo Navarro (UPN).

b De ellos, 3 de UPN y 1 del PAR.

c Incluye al Partido de los Socialistas de Cataluña (PSC) y al Partido Democrático de la Nueva Izquierda (PDNI).

d De ellos, 19 del PSC y 2 del PDNI.

e Incluye a Iniciativa per Catalunya, Esquerda Galega, Los Verdes de Andalucía, Los Verdes de la Región de Murcia y Los Verdes de Extremadura.

f De ellos 7 del PCE y 1 independiente.

g De ellos 11 del CDC y 5 del UDC.

h De ellos 2 de AIC, 1 de CCN y 1 de ICAN.

### Resultados por circunscripciones

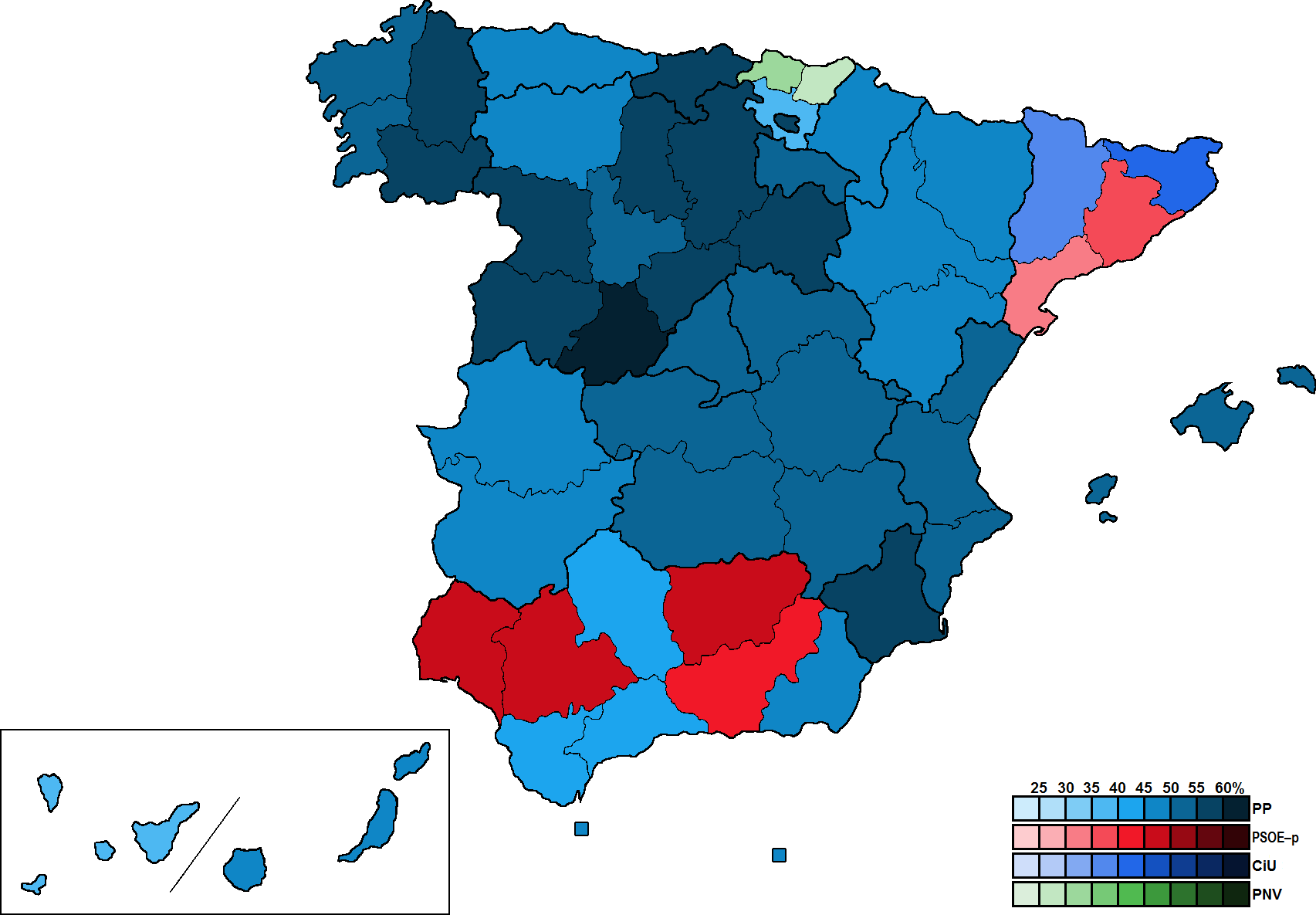
Resultados por provincia.

No se produjeron cambios en el reparto de diputados por circunscripciones con respecto a 1996.
| Comunidad o ciudad autónoma | Circunscripción                    | Partido  | Votos     | %     | Escaños | + / - |
| --------------------------- | ---------------------------------- | -------- | --------- | ----- | ------- | ----- |
| ANDALUCÍA                   | Almería 5 diputados                | PP       | 135.531   | 48,7  | 3       | +1    |
| ANDALUCÍA                   | Almería 5 diputados                | PSOE     | 117.685   | 42,3  | 2       | -1    |
| ANDALUCÍA                   | Cádiz 9 diputados                  | PP       | 228.024   | 41,2  | 4       | =     |
| ANDALUCÍA                   | Cádiz 9 diputados                  | PSOE     | 218.133   | 39,4  | 4       | =     |
| ANDALUCÍA                   | Cádiz 9 diputados                  | PA       | 54.570    | 9,9   | 1       | +1    |
| ANDALUCÍA                   | Cádiz 9 diputados                  | IULV-CA  | 36.851    | 6,7   | 0       | -1    |
| ANDALUCÍA                   | Córdoba 7 diputados                | PP       | 188.638   | 40,9  | 3       | +1    |
| ANDALUCÍA                   | Córdoba 7 diputados                | PSOE     | 187.195   | 40,5  | 3       | -1    |
| ANDALUCÍA                   | Córdoba 7 diputados                | IULV-CA  | 55.125    | 11,9  | 1       | =     |
| ANDALUCÍA                   | Granada 7 diputados                | PSOE     | 213.019   | 44,4  | 4       | +1    |
| ANDALUCÍA                   | Granada 7 diputados                | PP       | 204.875   | 42,7  | 3       | =     |
| ANDALUCÍA                   | Granada 7 diputados                | IULV-CA  | 34.809    | 7,2   | 0       | -1    |
| ANDALUCÍA                   | Huelva 5 diputados                 | PSOE     | 115.071   | 46,9  | 3       | =     |
| ANDALUCÍA                   | Huelva 5 diputados                 | PP       | 98.575    | 40,2  | 2       | =     |
| ANDALUCÍA                   | Jaén 6 diputados                   | PSOE     | 190.958   | 47,7  | 3       | =     |
| ANDALUCÍA                   | Jaén 6 diputados                   | PP       | 161.265   | 40,3  | 3       | =     |
| ANDALUCÍA                   | Málaga 10 diputados                | PP       | 282.229   | 43,5  | 5       | +1    |
| ANDALUCÍA                   | Málaga 10 diputados                | PSOE     | 253.630   | 39,1  | 4       | -1    |
| ANDALUCÍA                   | Málaga 10 diputados                | IULV-CA  | 52.723    | 8,1   | 1       | =     |
| ANDALUCÍA                   | Sevilla 13 diputados               | PSOE     | 476.277   | 49,0  | 7       | =     |
| ANDALUCÍA                   | Sevilla 13 diputados               | PP       | 339.879   | 35,0  | 5       | +1    |
| ANDALUCÍA                   | Sevilla 13 diputados               | IULV-CA  | 80.455    | 8,3   | 1       | -1    |
| ARAGÓN                      | Huesca 3 diputados                 | PP       | 56.610    | 45,1  | 2       | =     |
| ARAGÓN                      | Huesca 3 diputados                 | PSOE     | 46.490    | 37,1  | 1       | =     |
| ARAGÓN                      | Teruel 3 diputados                 | PP       | 40.383    | 47,9  | 2       | =     |
| ARAGÓN                      | Teruel 3 diputados                 | PSOE     | 28.488    | 33,8  | 1       | =     |
| ARAGÓN                      | Zaragoza 7 diputados               | PP       | 244.403   | 47,6  | 4       | =     |
| ARAGÓN                      | Zaragoza 7 diputados               | PSOE     | 149.672   | 29,2  | 2       | -1    |
| ARAGÓN                      | Zaragoza 7 diputados               | CHA      | 65.599    | 12,8  | 1       | +1    |
| ASTURIAS                    | Asturias 9 diputados               | PP       | 302.626   | 46,33 | 5       | +1    |
| ASTURIAS                    | Asturias 9 diputados               | PSOE     | 241.830   | 37,02 | 3       | -1    |
| ASTURIAS                    | Asturias 9 diputados               | IU       | 67.024    | 10,26 | 1       | =     |
| BALEARES                    | Baleares 7 diputados               | PP       | 214.348   | 53,87 | 5       | +1    |
| BALEARES                    | Baleares 7 diputados               | PSOE     | 116.515   | 29,28 | 2       | -1    |
| CANARIAS                    | Las Palmas 7 diputados             | PP       | 210.774   | 48,0  | 4       | -1    |
| CANARIAS                    | Las Palmas 7 diputados             | CC       | 113.075   | 25,8  | 2       | =     |
| CANARIAS                    | Las Palmas 7 diputados             | PSOE     | 80.695    | 18,4  | 1       | -1    |
| CANARIAS                    | Santa Cruz de Tenerife 7 diputados | PP       | 140.338   | 35,0  | 3       | +1    |
| CANARIAS                    | Santa Cruz de Tenerife 7 diputados | CC       | 135.186   | 33,7  | 2       | =     |
| CANARIAS                    | Santa Cruz de Tenerife 7 diputados | PSOE     | 105.668   | 26,3  | 2       | -1    |
| CANTABRIA                   | Cantabria 5 diputados              | PP       | 189.442   | 56,84 | 3       | =     |
| CANTABRIA                   | Cantabria 5 diputados              | PSOE     | 111.556   | 33,47 | 2       | =     |
| CASTILLA-LA MANCHA          | Albacete 4 diputados               | PP       | 113.406   | 51,2  | 2       | =     |
| CASTILLA-LA MANCHA          | Albacete 4 diputados               | PSOE     | 91.270    | 41,2  | 2       | =     |
| CASTILLA-LA MANCHA          | Ciudad Real 5 diputados            | PP       | 150.842   | 51,7  | 3       | +1    |
| CASTILLA-LA MANCHA          | Ciudad Real 5 diputados            | PSOE     | 124.180   | 42,6  | 2       | -1    |
| CASTILLA-LA MANCHA          | Cuenca 3 diputados                 | PP       | 69.688    | 53,4  | 2       | =     |
| CASTILLA-LA MANCHA          | Cuenca 3 diputados                 | PSOE     | 53.762    | 41,2  | 1       | =     |
| CASTILLA-LA MANCHA          | Guadalajara 3 diputados            | PP       | 55.895    | 54,4  | 2       | =     |
| CASTILLA-LA MANCHA          | Guadalajara 3 diputados            | PSOE     | 37.080    | 36,1  | 1       | =     |
| CASTILLA-LA MANCHA          | Toledo 5 diputados                 | PP       | 173.372   | 52,7  | 3       | =     |
| CASTILLA-LA MANCHA          | Toledo 5 diputados                 | PSOE     | 132.358   | 40,3  | 2       | =     |
| CASTILLA Y LEÓN             | Ávila 3 diputados                  | PP       | 70.058    | 65,3  | 2       | =     |
| CASTILLA Y LEÓN             | Ávila 3 diputados                  | PSOE     | 28.596    | 26,7  | 1       | =     |
| CASTILLA Y LEÓN             | Burgos 4 diputados                 | PP       | 129.501   | 58,4  | 3       | +1    |
| CASTILLA Y LEÓN             | Burgos 4 diputados                 | PSOE     | 64.358    | 29,0  | 1       | -1    |
| CASTILLA Y LEÓN             | León 5 diputados                   | PP       | 152.268   | 48,8  | 3       | =     |
| CASTILLA Y LEÓN             | León 5 diputados                   | PSOE     | 99.804    | 32,0  | 2       | =     |
| CASTILLA Y LEÓN             | Palencia 3 diputados               | PP       | 64.185    | 55,5  | 2       | =     |
| CASTILLA Y LEÓN             | Palencia 3 diputados               | PSOE     | 41.368    | 35,8  | 1       | =     |
| CASTILLA Y LEÓN             | Salamanca 4 diputados              | PP       | 130.360   | 58,5  | 3       | =     |
| CASTILLA Y LEÓN             | Salamanca 4 diputados              | PSOE     | 72.769    | 32,7  | 1       | =     |
| CASTILLA Y LEÓN             | Segovia 3 diputados                | PP       | 54.367    | 57,5  | 2       | =     |
| CASTILLA Y LEÓN             | Segovia 3 diputados                | PSOE     | 29.178    | 30,8  | 1       | =     |
| CASTILLA Y LEÓN             | Soria 3 diputados                  | PP       | 31.883    | 58,5  | 2       | =     |
| CASTILLA Y LEÓN             | Soria 3 diputados                  | PSOE     | 17.438    | 32,0  | 1       | =     |
| CASTILLA Y LEÓN             | Valladolid 5 diputados             | PP       | 189.442   | 53,1  | 3       | =     |
| CASTILLA Y LEÓN             | Valladolid 5 diputados             | PSOE     | 111.556   | 35,1  | 2       | =     |
| CASTILLA Y LEÓN             | Zamora 3 diputados                 | PP       | 75.268    | 58,8  | 2       | =     |
| CASTILLA Y LEÓN             | Zamora 3 diputados                 | PSOE     | 41.498    | 32,4  | 1       | =     |
| CATALUÑA                    | Barcelona 31 diputados             | PSC-PSOE | 909.601   | 35,5  | 12      | -1    |
| CATALUÑA                    | Barcelona 31 diputados             | CiU      | 673.558   | 26,3  | 9       | =     |
| CATALUÑA                    | Barcelona 31 diputados             | PP       | 602.777   | 23,5  | 8       | +2    |
| CATALUÑA                    | Barcelona 31 diputados             | ERC      | 131.114   | 5,1   | 1       | =     |
| CATALUÑA                    | Barcelona 31 diputados             | IU-ICV   | 103.778   | 4,1   | 1       | -1    |
| CATALUÑA                    | Gerona 5 diputados                 | CiU      | 121.118   | 41,0  | 2       | -1    |
| CATALUÑA                    | Gerona 5 diputados                 | PSC-PSOE | 83.741    | 28,4  | 2       | =     |
| CATALUÑA                    | Gerona 5 diputados                 | PP       | 46.992    | 15,9  | 1       | =     |
| CATALUÑA                    | Lérida 4 diputados                 | CiU      | 78.131    | 39,0  | 2       | =     |
| CATALUÑA                    | Lérida 4 diputados                 | PSC-PSOE | 55.374    | 27,6  | 1       | =     |
| CATALUÑA                    | Lérida 4 diputados                 | PP       | 42.081    | 21,0  | 1       | =     |
| CATALUÑA                    | Tarragona 6 diputados              | PSC-PSOE | 101.817   | 32,4  | 2       | -1    |
| CATALUÑA                    | Tarragona 6 diputados              | CiU      | 97.616    | 31,1  | 2       | =     |
| CATALUÑA                    | Tarragona 6 diputados              | PP       | 76.468    | 24,3  | 2       | +1    |
| CEUTA                       | Ceuta 1 diputado                   | PP       | 14.514    | 47,59 | 1       | =     |
| COMUNIDAD VALENCIANA        | Alicante 11 diputados              | PP       | 436.740   | 54,3  | 7       | +2    |
| COMUNIDAD VALENCIANA        | Alicante 11 diputados              | PSOE     | 280.085   | 34,8  | 4       | -1    |
| COMUNIDAD VALENCIANA        | Alicante 11 diputados              | IU       | 42.998    | 5,3   | 0       | -1    |
| COMUNIDAD VALENCIANA        | Castellón 5 diputados              | PP       | 152.462   | 53,8  | 3       | =     |
| COMUNIDAD VALENCIANA        | Castellón 5 diputados              | PSOE     | 100.177   | 35,3  | 2       | =     |
| COMUNIDAD VALENCIANA        | Valencia 16 diputados              | PP       | 677.860   | 50,5  | 9       | +2    |
| COMUNIDAD VALENCIANA        | Valencia 16 diputados              | PSOE     | 446.333   | 33,2  | 6       | =     |
| COMUNIDAD VALENCIANA        | Valencia 16 diputados              | IU       | 87.633    | 6,5   | 1       | -1    |
| COMUNIDAD VALENCIANA        | Valencia 16 diputados              | UV       | 51.927    | -     | 0       | -1    |
| EXTREMADURA                 | Badajoz 6 diputados                | PP       | 187.273   | 47,0  | 3       | =     |
| EXTREMADURA                 | Badajoz 6 diputados                | PSOE     | 178.395   | 44,8  | 3       | =     |
| EXTREMADURA                 | Cáceres 5 diputados                | PP       | 123.577   | 47,8  | 3       | +1    |
| EXTREMADURA                 | Cáceres 5 diputados                | PSOE     | 115.435   | 44,6  | 2       | -1    |
| GALICIA                     | La Coruña 9 diputados              | PP       | 340.434   | 51,9  | 5       | =     |
| GALICIA                     | La Coruña 9 diputados              | PSOE     | 162.273   | 24,8  | 2       | -1    |
| GALICIA                     | La Coruña 9 diputados              | BNG      | 126.287   | 19,3  | 2       | +1    |
| GALICIA                     | Lugo 4 diputados                   | PP       | 134.168   | 58,0  | 3       | =     |
| GALICIA                     | Lugo 4 diputados                   | PSOE     | 53.028    | 22,9  | 1       | =     |
| GALICIA                     | Orense 4 diputados                 | PP       | 128.535   | 57,2  | 3       | +1    |
| GALICIA                     | Orense 4 diputados                 | PSOE     | 51.864    | 23,1  | 1       | -1    |
| GALICIA                     | Pontevedra 8 diputados             | PP       | 284.955   | 53,4  | 5       | +1    |
| GALICIA                     | Pontevedra 8 diputados             | PSOE     | 122.834   | 23,0  | 2       | -1    |
| GALICIA                     | Pontevedra 8 diputados             | BNG      | 104.453   | 19,6  | 1       | =     |
| LA RIOJA                    | La Rioja 4 diputados               | PP       | 91.810    | 54,10 | 3       | +1    |
| LA RIOJA                    | La Rioja 4 diputados               | PSOE     | 59.171    | 34,87 | 1       | -1    |
| MADRID                      | Madrid 34 diputados                | PP       | 1.625.831 | 52,52 | 19      | +2    |
| MADRID                      | Madrid 34 diputados                | PSOE     | 1.023.212 | 33,06 | 12      | +1    |
| MADRID                      | Madrid 34 diputados                | IU       | 282.180   | 9,12  | 3       | -3    |
| MELILLA                     | Melilla 1 diputado                 | PP       | 13.078    | 49,80 | 1       | =     |
| REGIÓN DE MURCIA            | Murcia 9 diputados                 | PP       | 389.564   | 58,08 | 6       | +1    |
| REGIÓN DE MURCIA            | Murcia 9 diputados                 | PSOE     | 217.179   | 32,38 | 3       | =     |
| REGIÓN DE MURCIA            | Murcia 9 diputados                 | IU       | 41.842    | 6,24  | 0       | -1    |
| NAVARRA                     | Navarra 5 diputados                | UPN-PP   | 150.995   | 49,89 | 3       | +1    |
| NAVARRA                     | Navarra 5 diputados                | PSOE     | 82.688    | 27,32 | 2       | =     |
| NAVARRA                     | Navarra 5 diputados                | IU       | 23.038    | 7,61  | 0       | -1    |
| PAÍS VASCO                  | Álava 4 diputados                  | PP       | 66.267    | 39,1  | 2       | =     |
| PAÍS VASCO                  | Álava 4 diputados                  | PSE-PSOE | 41.182    | 24,3  | 1       | =     |
| PAÍS VASCO                  | Álava 4 diputados                  | EAJ-PNV  | 35.155    | 20,7  | 1       | =     |
| PAÍS VASCO                  | Guipúzcoa 6 diputados              | EAJ-PNV  | 89.783    | 27,7  | 2       | +1    |
| PAÍS VASCO                  | Guipúzcoa 6 diputados              | PSE-PSOE | 76.731    | 23,7  | 1       | -1    |
| PAÍS VASCO                  | Guipúzcoa 6 diputados              | PP       | 79.698    | 24,6  | 2       | +1    |
| PAÍS VASCO                  | Guipúzcoa 6 diputados              | EA       | 45.525    | 14,1  | 1       | =     |
| PAÍS VASCO                  | Guipúzcoa 6 diputados              | HB       | -         | -     | 0       | -1    |
| PAÍS VASCO                  | Vizcaya 9 diputados                | EAJ-PNV  | 222.479   | 34,2  | 4       | +1    |
| PAÍS VASCO                  | Vizcaya 9 diputados                | PP       | 177.272   | 27,3  | 3       | +1    |
| PAÍS VASCO                  | Vizcaya 9 diputados                | PSE-PSOE | 148.670   | 22,9  | 2       | =     |
| PAÍS VASCO                  | Vizcaya 9 diputados                | IU       | 37.677    | 5,8   | 0       | -1    |
| PAÍS VASCO                  | Vizcaya 9 diputados                | HB       | -         | -     | 0       | -1    |

### Senado
| ← Elecciones generales de España, 12 de marzo de 2000 → Senadores electos |                                                             |         |
| Participación | Partido                                                     | Escaños |
| - Electorado: 33.969.640 - Votantes: 23.382.667 (68,83%) - Abstención: 10.586.973 (31,17%) - Votos válidos: 22.799.475 (97,51%) - Votos nulos: 583.192 (2,49%) - Votos a candidaturas: 22.156.793 (97,18%) - Votos en blanco: 642.682 (2,82%) | Partido Popular (PP)                                        | 127     |
| - Electorado: 33.969.640 - Votantes: 23.382.667 (68,83%) - Abstención: 10.586.973 (31,17%) - Votos válidos: 22.799.475 (97,51%) - Votos nulos: 583.192 (2,49%) - Votos a candidaturas: 22.156.793 (97,18%) - Votos en blanco: 642.682 (2,82%) | Partido Socialista Obrero Español (PSOE)                    | 53      |
| - Electorado: 33.969.640 - Votantes: 23.382.667 (68,83%) - Abstención: 10.586.973 (31,17%) - Votos válidos: 22.799.475 (97,51%) - Votos nulos: 583.192 (2,49%) - Votos a candidaturas: 22.156.793 (97,18%) - Votos en blanco: 642.682 (2,82%) | Entesa Catalana de Progrés (PSC-ERC-ICV)                    | 8       |
| - Electorado: 33.969.640 - Votantes: 23.382.667 (68,83%) - Abstención: 10.586.973 (31,17%) - Votos válidos: 22.799.475 (97,51%) - Votos nulos: 583.192 (2,49%) - Votos a candidaturas: 22.156.793 (97,18%) - Votos en blanco: 642.682 (2,82%) | Convergència i Unió (CiU)                                   | 8       |
| - Electorado: 33.969.640 - Votantes: 23.382.667 (68,83%) - Abstención: 10.586.973 (31,17%) - Votos válidos: 22.799.475 (97,51%) - Votos nulos: 583.192 (2,49%) - Votos a candidaturas: 22.156.793 (97,18%) - Votos en blanco: 642.682 (2,82%) | Partido Nacionalista Vasco (EAJ-PNV)                        | 6       |
| - Electorado: 33.969.640 - Votantes: 23.382.667 (68,83%) - Abstención: 10.586.973 (31,17%) - Votos válidos: 22.799.475 (97,51%) - Votos nulos: 583.192 (2,49%) - Votos a candidaturas: 22.156.793 (97,18%) - Votos en blanco: 642.682 (2,82%) | Coalición Canaria (CC)                                      | 1       |
| - Electorado: 33.969.640 - Votantes: 23.382.667 (68,83%) - Abstención: 10.586.973 (31,17%) - Votos válidos: 22.799.475 (97,51%) - Votos nulos: 583.192 (2,49%) - Votos a candidaturas: 22.156.793 (97,18%) - Votos en blanco: 642.682 (2,82%) | Partido de Independientes de Lanzarote (PIL)                | 1       |
| - Electorado: 33.969.640 - Votantes: 23.382.667 (68,83%) - Abstención: 10.586.973 (31,17%) - Votos válidos: 22.799.475 (97,51%) - Votos nulos: 583.192 (2,49%) - Votos a candidaturas: 22.156.793 (97,18%) - Votos en blanco: 642.682 (2,82%) | Coalición Canaria-Agrupación Herreña Independiente (CC-AHI) | 1       |

## Votación de investidura
El miércoles 26 de abril de 2000 José María Aznar fue investido Presidente del Gobierno por segunda vez, gracias a la mayoría absoluta de su partido. También apoyaron a Aznar sus socios de la anterior legislatura, CiU y Coalición Canaria. Hasta la fecha de hoy, esta ha sido la única votación de investidura exitosa en la que los 350 diputados electos votaron sí o no, sin que se produjeran abstenciones o ausencias.
| Candidato        | Fecha                                                     | Voto |     |     |    |   |   |   |   |   |   |   |   |   | Total   |
| ---------------- | --------------------------------------------------------- | ---- | --- | --- | -- | - | - | - | - | - | - | - | - | - | ------- |
| José María Aznar | 26 de abril de 2000 Mayoría requerida: Absoluta (176/350) | Sí   | 183 |     | 15 |   |   | 4 |   |   |   |   |   |   | 202/350 |
| José María Aznar | 26 de abril de 2000 Mayoría requerida: Absoluta (176/350) | No   |     | 125 |    | 8 | 7 |   | 3 | 1 | 1 | 1 | 1 | 1 | 148/350 |
| José María Aznar | 26 de abril de 2000 Mayoría requerida: Absoluta (176/350) | Abs. |     |     |    |   |   |   |   |   |   |   |   |   | 0/350   |